# Oldsmobile Model Z
La Model Z è un'autovettura prodotta dall'Oldsmobile dal 1908 al 1909. Era il modello di punta dell'Oldsmobile e fu la prima vettura del marchio ad aver installato un motore a sei cilindri.

## Storia
La vettura aveva installato originariamente un motore a sei cilindri in linea da 7.423 cm³ di cilindrata che erogava 48 CV di potenza. Nel 1909 la cilindrata fu portata a 8.275 cm³. Di conseguenza, la potenza crebbe a 60 CV. Le due versioni del propulsore erano raffreddate ad acqua.
Il propulsore era anteriore, mentre la trazione era posteriore. Il moto alle ruote posteriori era trasmesso tramite un albero di trasmissione. Il cambio era a tre rapporti. Il freno a pedale agiva sull'albero motore, mentre il freno di stazionamento operava tramite tamburo sulle ruote posteriori. Era offerta con carrozzeria torpedo quattro porte e roadster due porte. I fanali erano ad acetilene.